# Sarah Thomason

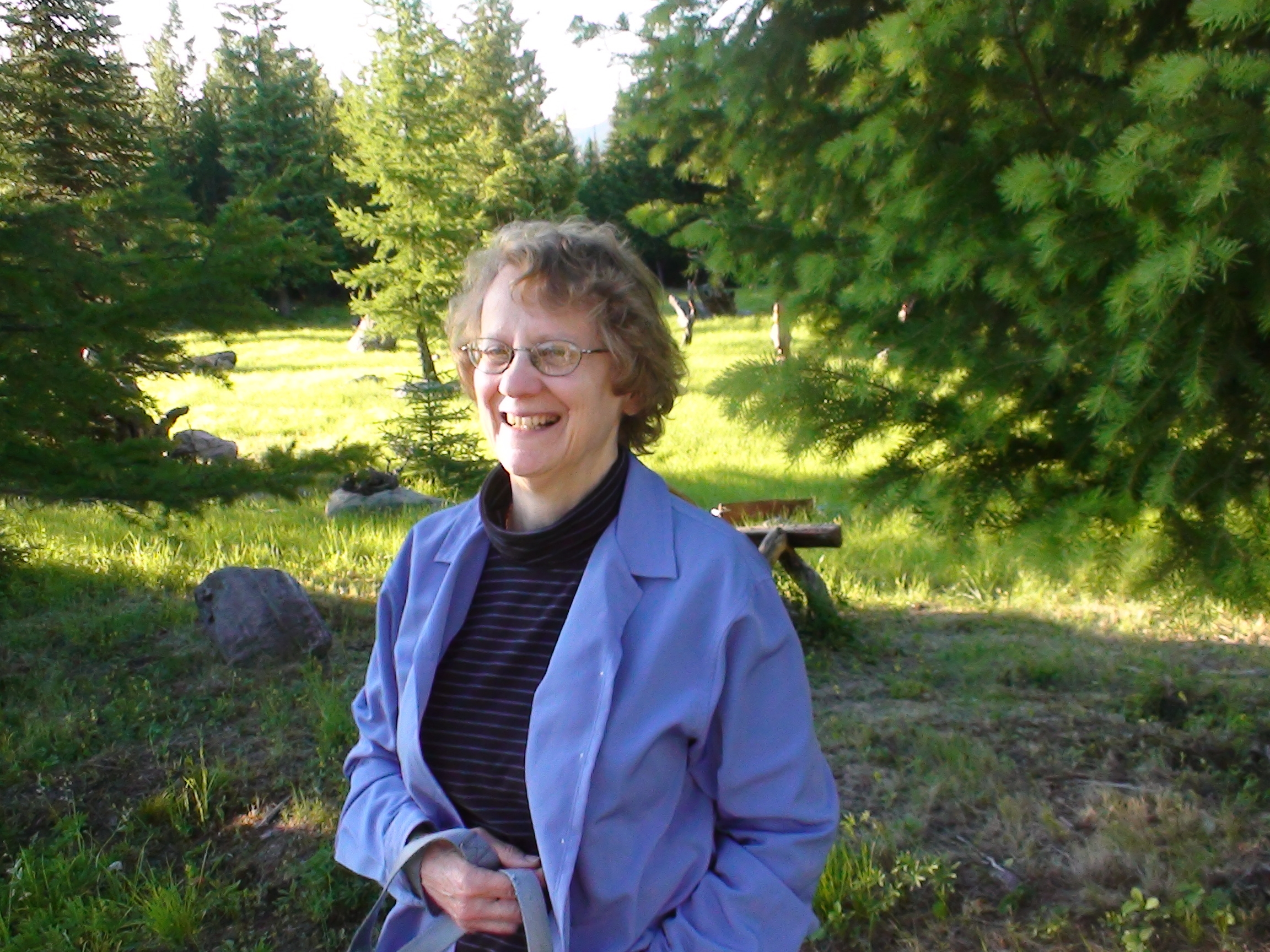
Sarah Thomason

Sarah „Sally“ Grey Thomason ist eine amerikanische Sprachwissenschaftlerin. Ihre Hauptarbeitsgebiete sind Allgemeine Sprachwissenschaft, Kontaktlinguistik, historische Linguistik, Slawische Linguistik, Indianersprachen, Pidgin- und Kreolsprachen sowie Xenoglossie.
Thomason machte ihren Bachelor (B. A.) in Germanistik an der Stanford University. Von 1961 bis 1962 studierte sie an der Albert-Ludwigs-Universität Freiburg. Ihren Master (M. A.) und ihren Doktortitel in Linguistik erwarb sie an der Yale University.
Zwischen 1968 und 1972 unterrichtete sie Russisch und slawische Linguistik in Yale, ab 1972 arbeitete sie als Assistant und Associate Professor an der Universität von Pittsburgh. Seit 1999 ist sie Professor für Linguistik an der Universität von Michigan. Zwischen 1988 und 1994 war sie außerdem leitende Redakteurin des Fachmagazins Language, der Zeitschrift der Linguistic Society of America (LSA).
Sie ist mit dem Philosophen und Informatiker Richmond Thomason verheiratet. Ihre Tochter Lucy Thomason ist ebenfalls Linguistin.

## Schriften
- Language contact, creolization, and genetic linguistics (mit Terrance Kaufman). University of California Press, Berkeley 1988 ISBN 0-520-07893-4.
- Montana Salish (Flathead) Dictionary. Salish Culture Committee, St. Ignatius (MT) 1994/1996
- Contact languages: A wider perspective. John Benjamins, Amsterdam 1997
- Language contact: an introduction. Georgetown University Press, Washington 2001 ISBN 0-87840-854-1
- Mit fremden Zungen. In: Gero von Randow (Hrsg.): Mein paranormales Fahrrad. Rowohlt, Reinbek 1993, S. 65–75 (PastTonguesRemembered. In: Skeptical Inquirer 11 (4) 1987, S. 367–375, dt.)